# Alexander von Busse
Carl Friedrich Wilhelm Franz Alexander von Busse (25 tháng 2 năm 1814 tại Weidenbach, Landkreis Oels – 27 tháng 6 năm 1878 tại Berlin) là một Trung tướng quân đội Đức, đã từng tham gia trong cuộc Chiến tranh Áo-Phổ (1866) rồi sau đó cuộc Chiến tranh Pháp-Đức (1870 – 1871).

## Tiểu sử
Ông sinh năm 1814. Sau khi học tại Học viện Hiệp sĩ (Ritterakademie) ở Liegnitz, ông đã gia nhập Trung đoàn Khinh kỵ binh vào năm 1831 như một lính khinh kỵ binh. Vào năm 1866, với quân hàm Thiếu tá và chức vụ là Tư lệnh của Trung đoàn Thương kỵ binh Cận vệ số 2, ông đã tham chiến trong cuộc Chiến tranh Áo-Phổ. Cùng năm đó, ông được thăng cấp Thượng tá và vào năm 1868 ông được phong cấp Đại tá. Trong cuộc Chiến tranh Pháp-Đức (1870 – 1871), ông đã tham gia trong cuộc vây hãm Paris, trận vây hãm đã kết thúc với sự thất thủ của thủ đô Pháp vào đầu năm 1871. Tiếp theo đó, vào năm 1871, ông được ủy nhiệm làm Tư lệnh của Lữ đoàn Kỵ binh số 15. Vào năm 1873, ông lên cấp Thiếu tướng. Vào năm 1876, ông được tặng thưởng Huân chương Đại bàng Đỏ Hạng nhì với Lá sồi. Vào ngày 11 tháng 11 năm 1873, ông nghỉ hưu với quân hàm Trung tướng.
Ông về hưu được vài năm rồi từ trần vào ngày 27 tháng 6 năm 1878 ở thủ đô Berlin.

## Gia đình
Vào năm 1842, ông kết hôn với Luise von Witowski, Cuộc hôn nhân đã đem lại cho họ 8 người con. Người con trai trưởng của ông là Oscar von Busse (15 tháng 12 năm 1844 – 17 tháng 12 năm 1908), một chủ trại và viên chức ở Erkner, đã kết hôn với Adelheid von Knobelsdorff (sinh năm 1845) vào năm 1872. Oscar von Busse, người đã gây cho Gerhart Hauptmanns phiền toái khi tác giả trẻ tuổi sinh sống ở Erkner, là nguyên mẫu của nhân vật Nam tước Wehrhahn trong vở kịch Der Biberpelz của Hauptmanns.